# Palais de la Consulta
Le palais de la Consulta, situé à Rome, est un palais dans lequel siège la Cour constitutionnelle de la République italienne (en italien, Corte costituzionale della Repubblica Italiana), une juridiction spéciale chargée de veiller au respect de la Constitution de l'Italie.

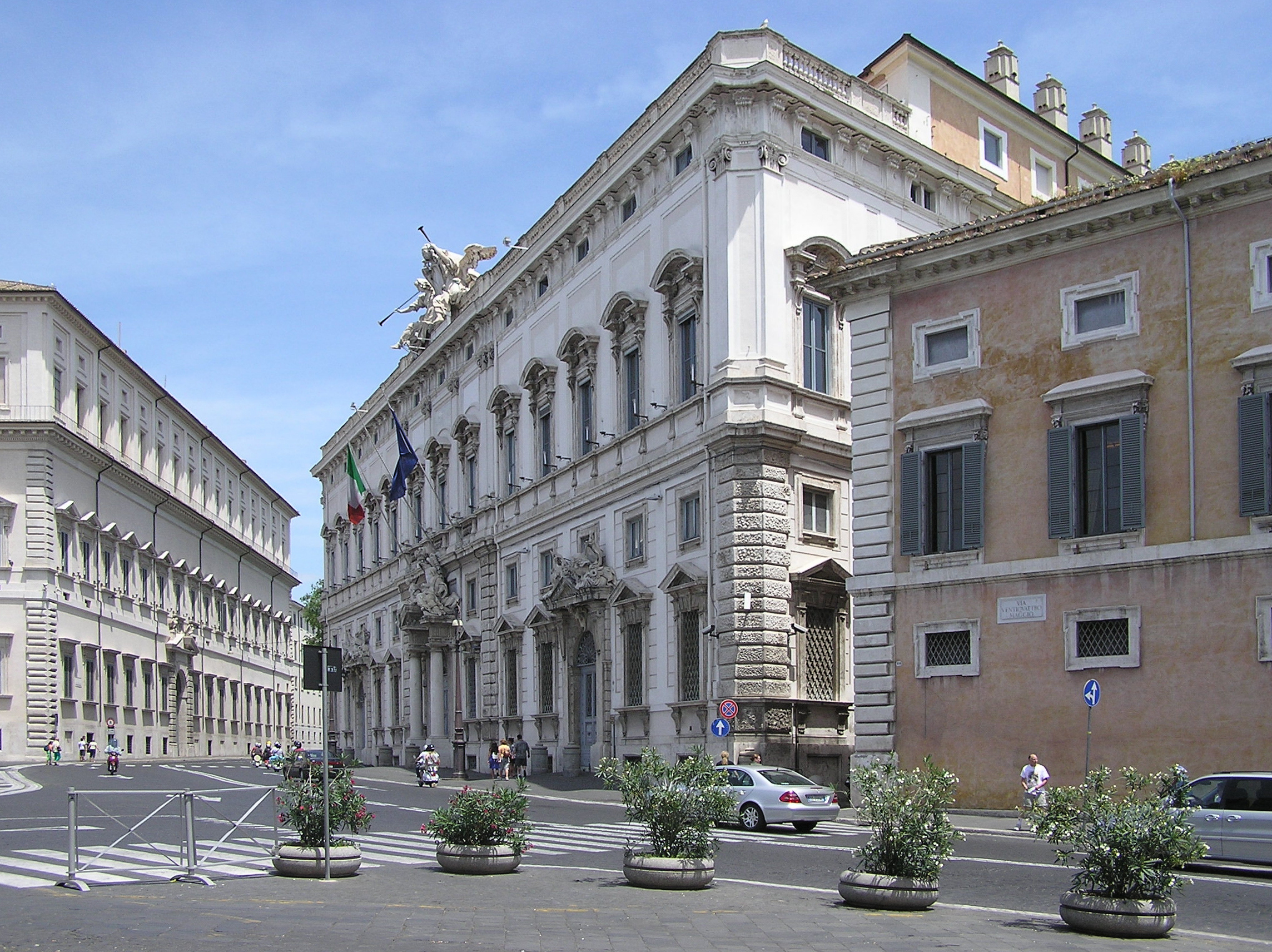
Le palais de la Consulta et à gauche le palais du Quirinal.

## Historique
La palais de la Consulta (du Conseil) a été construit au début du XVIIIe siècle, sur les ruines du secteur nord des thermes de Constantin, sur le versant sud du Quirinal, juste à côté du palais du Quirinal. L'édifice fut commandé par le pape Clément XII à l'architecte italien Ferdinando Fuga. Les travaux du futur bâtiment furent achevés en 1737. 
Le palais de la Consulta accueillit au début une partie de l'administration du Saint-Siège. Entre 1798 et 1814, le palais fut le siège de la préfecture de Rome. En 1849, au cours de la République romaine, le palais fut le siège du gouvernement du triumvirat de Giuseppe Mazzini, Carlo Armellini et Aurelio Saffi. Après l'annexion de Rome de 1871 à 1874, le palais devint la résidence du prince héritier Humbert Ier d'Italie et de sa femme Marguerite de Savoie. Entre 1874 et 1922, le palais a été le siège du ministère des Affaires étrangères et, de 1924 à 1953, il fut le siège du ministère des Colonies.
Depuis 1955, le palais est le siège de la Cour constitutionnelle de la République italienne.